# The Arrows of Time
The Arrows of Time (englisch für Die Pfeile der Zeit) ist ein Hard-Science-Fiction-Roman des australischen Schriftstellers Greg Egan und der dritte Teil der Orthogonal-Trilogie. Der Roman wurde von Gollancz am 21. November 2013 mit einem Artwork von Greg Egan und von Night Shade Books am 5. August 2014 mit einem Artwork von Cody Tilson veröffentlicht. Der Roman beschreibt die Umkehr und Rückreise des in The Clockwork Rocket aufgebrochenen und in The Eternal Flame hinausgereiseten Generationenraumschiffes Peerless in die Heimatwelt, wobei der Kurswechsel den Bau eines Gerätes ermöglicht, um Nachrichten aus der eigenen Zukunft zu empfangen, sowie die Reise auf eine Welt ermöglicht, auf welcher die Zeit rückwärts abläuft. Das Universum des Romans basiert dafür auf einer Riemannschen statt Lorentzschen Mannigfaltigkeit (welche unser eigenes Universum beschreibt, in welchem Zeit nur in eine Richtung abläuft oder der entsprechende Bereich andernfalls hinter einem Ereignishorizont verborgen ist). Die Einzelheiten beschreibt Greg Egan auf seiner Webseite.

## Handlung
Valeria beobachtet den Start der Peerless von der Heimatwelt und denkt an den Moment, in welchem diese ihren orthogonalen Kurs erreichen wird und all ihre Probleme aus ihrer Sicht in einem instantanen Moment gelöst sein werden. Sechs Generationen später ist endlich die geeignete Zeit gekommen, das Raumschiff umzudrehen und die lange Reise in die Heimat anzutreten. Eine Lösung gegen die Bedrohung der Heimatwelt in Sicht. Jedoch ist die Besatzung in zwei Fraktionen gespalten, eine will die Mission fortführen und eine will stattdessen eine neue Heimat im orthogonalen Cluster finden. Die erste Fraktion wird mit dem Problem des Bremsmanövers beim Anflug auf die Heimatwelt konfrontiert und seltsamen sowie gefährlichen Konsequenzen bei der Drehung des eigenen Pfeils der Zeit, welcher dann in die eigene Vergangenheit zeigen wird. Die hintere Fraktion betrachtet die Vorfahren als Barbaren und fühlt keine Verpflichtung gegenüber einer Welt, welche sie nie gekannt haben. Nach einer Abstimmung kehrt die Peerless um und beginnt (mit einem invertierten Zeitpfeil) die lange Reise nach Hause.
Agata spricht mit Medoro über die neue Möglichkeit das invertierte Licht der orthogonalen Sterne dafür zu benutzen, um Nachrichten zurück in der Zeit zu schicken, aber eine hitzige Diskussion teilt die Peerless nur weiter. Nach einer Abstimmung für das Nachrichtensystem tötet eine Bombe die dafür verantwortliche Gruppe, darunter ebenfalls Medoro. Einige von dessen starken Gegnern wie Ramiro werden eingesperrt. Währenddessen scheint die Entdeckung der bewohnbaren Welt Esilio im orthogonalen Cluster eine Lösung für den Konflikt zu bieten, jedoch läuft die Zeit dort rückwärts. Eine Reise nach Esilio wird geplant und Ramiro ein Platz an Bord sowie Freiheit auf Esilio angeboten, wenn die nächste Mission dort eine Kolonie aufbaut. Durch die Untersuchung von an dessen Sonne gebogenen Lichtstrahlen könnte zudem entweder Vittorios Theorie (welche der Newtonschen Gravitationstheorie entspricht) oder Lilas Theorie (welche der Einsteinschen Gravitationstheorie entspricht) bestätigt werden.
Agata und Ramiro, zusammen mit Azelio und Tarquinia, fliegen ebenfalls wie die Peerless auf einem orthogonalen Kurs nach Esilio. Zwölf Jahre werden für sie vergehen, während nur vier Jahre auf der Peerless vergehen werden. Nach Ankunft bei Esilio wird Lilas Theorie bestätigt. Auf der Oberfläche des Planeten sieht die Besatzung der Surveyor bereits ihre Fußabdrücke im Sand und kann diese durch einen Schritt hinein entfernen, jedoch auch in frischen Sand treten und dadurch ihren Zeitpfeil dem Boden aufzwingen. Sie diskutieren über die Konsequenzen: Ein von ihnen auf Esilio zurückgelassenes Fernglas wird langsam zerfallen, also sich aus Sicht von Esilio langsam aus dessen Material formen. Als Ramiro die Surveyor verlassen will, sieht er Staub in der Luft und erkennt, dass dieser von drinnen und nicht draußen kommt, ist also Material von Esilio, welches von Anfang an auf der Peerless war. Das bedeutet umgekehrt, dass alles von Esilio mitgenommene Material von Anfang an nie Teil von diesem sein konnte. Ramiro ist schockiert von den ganzen subtilen Botschaften aus der Zukunft, denn seine gegen das Nachrichtensystem seiende Fraktion würde sicher niemals auf eine solche Welt umziehen. Als die Besatzung bemerkt, dass ihre Pflanzen nicht im invertierten Boden wachsen, wird ein Stein durch eine mitgebrachte Bombe gesprengt, um den dadurch entstehenden Pulver den eigenen Zeitpfeil aufzuzwingen. Agata findet eine in eingemeißelte Botschaft auf einem Stein im Krater, welche von den Vorfahren aus der Zeit des Vorbeifluges von Esilio an der Heimatwelt stammt und die ihr ihre Dankbarkeit übermitteln. Die Pflanzen beginnen endlich im Krater zu wachsen, also fliegen sie zurück mit der Kenntnis des ultimativen Erfolges der Mission der Peerless.
Beim Anflug auf die Peerless übertragen sie ihre Daten und erfahren von der erfolgreichen Konstruktion des Nachrichtensystems vor drei Jahren kurz nach ihrem Abflug. Alles über ihre Reise ist längst bekannt und Lila weiß insbesondere schon von der Bestätigung ihrer Theorie. Entgegen ihrer Erwartung flachte der sonst zunehmende Gradient des Wissens durch das Nachrichtensystem komplett ab, sodass keine einzige neue Entdeckung während ihrer Reise gemacht wurde. Jedoch wird das Nachrichtensysteme schon bald komplett ausfallen, wobei keine einzige davor zurückgesendete Nachricht einen Hinweis auf den Grund gibt. Die Besatzung diskutiert darüber, dass eine manuelle Abschaltung oder Manipulation besser als eine komplette Zerstörung der Peerless durch eine Kollision ist (sofern diese überhaupt verhindert werden kann) und baut Sonden zur Verdeckung der orthogonalen Sterne vor den Kameras des Nachrichtensystems.
Nach ihrer Ankunft zurück an Bord erfahren sie von der immer noch bestehenden Spaltung der Gesellschaft, wobei einige sogar glauben, dass der Ausfall ein Trick des Rates ist, um die hervorzulocken, die immer noch zu Gewalt bereit sind, um das Nachrichtensystem zu zerstören. Agata und Ramiro erfahren von Giacomo, dass es tatsächlich einen Plan zur Vernichtung der Kameras (welche Licht aus dem gesamten orthogonalen Cluster und nicht nur einzelnen Sternen benutzen, wodurch einfache Verdeckung unmöglich ist) durch Detonationen aus dem Weltraum gibt. Giacomo nutzte das von ihm verachtete Nachrichtensystem trotzdem, um die drei bisherigen Jahre bereits mit der Kenntnis vorauszuplanen, die Sonden der Surveyor zur Verfügung zu haben und dass Agata die Bedingung stellen würde, den Plan sofort abzubrechen, wenn sie eine weniger gefährliche Lösung finden sollte. Agata erhielt bereits eine Nachricht aus der Zukunft, dem Plan immer noch nicht zuzustimmen. Ramiro gibt gegenüber Agata zu, Tarquinia kurz vor ihrer Abreise von Esilio hinausgeschickt zu haben, um die Nachricht aus dem Stein herauszuritzen, welche daher nicht von den Vorfahren stammt und keine sichere Rückkehr der Peerless garantiert. Kurz vor der Störung des Nachrichtensystems erkennt Agata, dass die Kameras mit gewöhnlichem Licht zu fluten ebenfalls einen Signalverlust verursachen kann und begibt sich in den Weltraum zur Verschiebung der Bomben. Die Störung findet mit nur geringen Schäden statt und Agata überlebt mit massiven Verletzungen nach Rettung der Peerless. Tarquinia gibt später vor Agata und Ramiro zu, die Botschaft auf Esilio einfach nicht entfernt haben zu können, welche daher doch von den Vorfahren ist. Agata erzählt ihnen von der Aufhebung der Innovationsblockade durch die Zerstörung des Nachrichtensystems, wobei eine Studentin von Lila eine alte Theorie von Yalda widerlegt hat, wonach die Form des Universums kein 4-Torus, sondern eine 4-Sphäre ist. Das erklärt den Entropiegradient und dadurch die Pfeile der Zeit, welche überhaupt erst die Möglichkeit ihrer ganzen Existenz ermöglichen.
Ein Jahr nach Aufbruch der Peerless von der Heimatwelt wird Valeria von Schreien geweckt, da die Sonne sich plötzlich verdunkelt hat. Zusammen mit Eusebio und Silvio wird sie zu Clara gebracht, eine Reisende von der Peerless. Clara nimmt sie mit einem modernen Raumschiff auf eine Reise in den Weltraum mit und erzählt ihnen dabei einige Hintergründe: Die Peerless flog eine weitere Schleife und traf dadurch drei Jahre vor dem ursprünglichen Plan ein (und passierte sogar sich selbst auf dem früheren Kurs). Nun werden gewaltige Triebwerke gebaut, um das gesamte System auf einen parallelen Kurs mit den Rasern zu bringen, sodass diese komplett harmlos werden. Obwohl die Sonne verdunkelt werden muss, wird der zerstörte Gemma weiterhin Licht bereitstellen. Clara teil ebenso einige Einsichten in ihre Gesellschaft, in welcher beide Geschlechter in ein einziges Geschlecht fusioniert wurden. Valeria plant bereits einen Besuch, ist jedoch etwas betrübt dadurch, ihre Dankbarkeit nicht auch allen früheren Generationen mitteilen zu können. Clara dagegen meint, dass es dafür sicher eine Möglichkeit gebe.

## Hintergrund (Literatur)
Da Greg Egan sich in Japan großer Beliebtheit erfreut, wurde der Roman von Hayakawa Publishing unter dem Titel アロウズ・オブ・タイム (arōzu obu taimu, direkte Transkription des englischen Originaltitels in Katakana) im Jahr 2017 auf Japanisch veröffentlicht. Die Übersetzung stammt von Makoto Yamagishi (山岸真) und Toru Nakamura (中村融).
Der Roman war für den Locus Award im Jahr 2014 als bester Science-Fiction-Roman nominiert gewesen und erreichte den 14. Platz.
Das Nachrichtensystem taucht bereits in der Kurzgeschichte The Hundred Light-Year Diary von Greg Egan aus dem Jahr 1992 auf, in welchem eine zeitinvertierte Galaxie aus der zukünftigen Phase der Kontraktion des Universums (eine als Big Crunch bekannte Theorie) entdeckt wird. Beide Geschichten beschäftigen sich mit dem freien Willen und den Konsequenzen, etwas vorab zu wissen. Insbesondere für The Arrows of Time ist es, dass die Hauptmission der wissenschaftliche Forschung immer noch notwendig wäre, da andernfalls ein Resultat nur in der Zeit zurückgesendet wird, weil es zuvor schon empfangen wurde, ohne dass es jemals überprüft wurde.

## Hintergrund (Mathematik und Physik)
Der Roman adaptiert eines der berühmtesten Experimente der Physik, nämlich die Bestätigung der Allgemeinen Relativitätstheorie durch Ablenkung des Lichtes durch die Sonne während der Sonnenfinsternis vom 29. Mai 1919, bekannt als Eddington-Experiment. Während in unserm Universum die Newtonsche Theorie die Hälfte der Biegung des Lichtes (sofern es Ruhemasse hat, was tatsächlich nicht der Fall ist) verglichen zur Einsteinsche Theorie vorhersagt, werden die Rollen im Universum von „Orthogonal“ vertauscht, sodass Vittorios Theorie eine höhere Biegung des Lichtes (welches in diesem Fall wirklich eine Ruhemasse hat) als Lilas Theorie vorhersagt. Berechnung und Illustration dieses Effekts sind auf der Webseite von Greg Egan zu finden.
Die Dirac-Gleichung stellt ein für den Roman wichtiges Konzept bereit. Da diese als Quadratwurzel der Klein–Gordon-Gleichung (eine relativistische Verallgemeinerung der Schrödinger-Gleichung) konstruiert wird, sind die Energien ihrer Lösungen vom gleichen Problem wie die Quadratwurzeln von positiven Zahlen betroffen, nämlich der Uneindeutigkeit des Vorzeichens. Dies führte zur theoretischen Entdeckung von Antimaterie im Jahr 1928 noch vor der ersten Beobachtung eines Positrons (dem Antiteilchen des Elektrons) im Jahr 1932. Doch da negative Energien zu einigen Probleme in weiteren Berechnungen führen, wird das negative Vorzeichen mit der Heisenbergschen Unschärferelation für Energie und Zeit oft auf die Zeit geschoben. Diese Interpretation von Antimaterie in der Quantenfeldtheorie als sich rückwärts in der Zeit bewegend ist bekannt als Feynman–Stückelberg-Interpretation. Die Kollision von gewöhnlicher Materie und Antimaterie führt zu ihrer vollständigen Annihilation, was mit dem Objekt im Vorgänger The Eternal Flame passiert. Es passiert nun nicht mehr, da die Peerless umgekehrt ist und dadurch ihren eigenen Pfeil der Zeit umgekehrt hat. Das Problem, dass dieser nun entgegengesetzt dem von Esilio ist und es daher genau umgekehrt sein sollte, wird im Roman durch die Unterscheidung zwischen dem eigenen Pfeil der Zeit und dem Pfeil der Entropieverringerung erklärt, welche für das orthogonale Cluster in entgegengesetzte Richtungen zeigen (also dass Entropie zunimmt, wodurch das Zweite Gesetz der Thermodynamik verletzt wird). Die Dirac-Gleichung beschreibt darüber hinaus Teilchen mit Spin {\displaystyle 1/2}, darunter Elektronen. Diese basiert auf der Metrik der Raumzeit und ist daher anders im Universum von „Orthogonal“, wie im Vorgänger The Eternal Flame und auf der Webseite von Greg Egan erklärt. Als Folge existieren Elektronen nicht mehr und daher auch nicht Elektronik, welche diese in Form elektrischer Ströme für die Übertragung von Informationen benutzt. Im Roman wird die alternative Technologie der Photonik benutzt, welche stattdessen Photonen benutzt und auch in unserem Universum existiert, etwa in der Form von Glasfaserkabeln. (Jedoch anders, da Photonen in unserem Universum keine Ruhemasse haben, aber schon im Universum von „Orthogonal“.)

## Kritik
David Brin, Gewinner des Hugo and Nebula Awards für Earth and Existence, meint, Greg Egan sei ein Meister der alternativen „Was wenn?“-Science-Fiction („Greg Egan is a master of 'what-if' science fiction“). Seine Charaktere arbeiten die Auswirkungen und Ergebnisse während ihres Kampfes ums Überleben heraus („characters work out the implications and outcomes as they struggle to survive and prevail“), wobei er dabei die originellsten Außerirdischen seit den Tines von Vernor Vinge präsentiert („the most original alien race since Vernor Vinge’s Tines“).
Jerry Oltion, Gewinner des Nebula Award für Abandon in Place, meint für gewöhnlich würden Menschen bei einem Vorzeichenwechsel nur die Mathematik erneut durchgehen, während Greg Egan das gesamte Universum neu durchgeht („when most people switch a minus sign for a plus, they re-do the math. Egan re-does the entire universe“).
Karen Burnham schreibt in der New York Review of Science Fiction, dass die Szenen, in denen die Charaktere mit dem nicht intuitiven Verhalten des zeitinvertierten Planeten konfrontiert werden, angemessen umwerfend seien („the scenes of them dealing with the counter-intuitive behavior of the time-reversed planet are appropriately mind-bending“). Sie findet, dass die Handlung der Trilogie ultimativ die Physik sowie die Auswirkungen auf den freien Willen und dessen Grenzen ist, nicht die Bedrohung durch die Raser für die Heimatwelt („ultimately, the plot of the trilogy is always about physics and the concerns over free will and its limitations; it is never about the threat that the Hurtlers posed to the homeworld“). Sie denkt ebenfalls, dass es faire Kritik sei, dass einige der Dialoge über Physik trocken seien und eine Herausforderung für all diejenigen ohne soliden Hintergrund der Physik unseres eigenen Universums („it is a fair criticism that some of the physics dialogues in the trilogy are dry, and if the reader doesn’t have a solid grounding in the physics of our own universe, it can be a challenge“).
Andy Sawyer schreibt in Strange Horizons, dass der Roman eine intellektuelle Reise sei, die einen beim Lesen mit einbeziehe („an intellectual quest which involves us, the readers“) und ebenso richtig eine Apotheose, wie alles, das Körperliches oder Geistiges betrifft, jedoch seltener, weil es Neugier, Wissen und Verständnis feiert („it is as valid an apotheosis as anything which involves the physical or the spiritual, made rarer because it celebrates curiosity, knowledge, and understanding“).
Weitere Rezensionen wurden in Interzone, #251 im März/April 2014 von John Howard und in Analog Science Fiction and Fact im Januar/Februar 2015 von Don Sakers veröffentlicht. Eine französische Kritik von Éric Jentile wurde im Magazin Bifrost, #88 im Oktober 2017 veröffentlicht.

## Referenzen
1. ↑  Greg Egan: The Arrows of Time. Gollancz, 2013, ISBN 978-0-575-10579-9 (englisch, gollancz.co.uk).
2. ↑  Greg Egan: The Arrows of Time. Night Shade, 2014, ISBN 978-1-59780-487-5 (englisch, skyhorsepublishing.com).
3. 1 2  Title: The Arrows of Time. Abgerufen am 27. Dezember 2023 (englisch).
4. ↑  Greg Egan: The Clockwork Rocket. Night Shade, 2011, ISBN 978-1-59780-227-7 (englisch, skyhorsepublishing.com).
5. ↑  Greg Egan: The Clockwork Rocket. Gollancz, 2011, ISBN 978-0-575-09515-1 (englisch, gollancz.co.uk).
6. ↑  Title: The Clockwork Rocket. Abgerufen am 27. Dezember 2023 (englisch).
7. ↑  Greg Egan: The Eternal Flame. Night Shade, 2012, ISBN 978-1-59780-293-2 (englisch, skyhorsepublishing.com).
8. ↑  Greg Egan: The Eternal Flame. Gollancz, 2013, ISBN 978-0-575-10573-7 (englisch, gollancz.co.uk).
9. ↑  Title: The Eternal Flame. Abgerufen am 27. Dezember 2023 (englisch).
10. ↑  Greg Egan: Orthogonal. 7. Juni 2010, abgerufen am 11. August 2023 (englisch).
11. ↑  SFエンタテインメントの新叢書 新☆ハヤカワ・SF・シリーズ. Abgerufen am 27. Dezember 2023 (japanisch).
12. ↑  Greg Egan: Greg Egan Bibliography. 25. Oktober 1997, abgerufen am 16. Oktober 2023 (englisch).
13. ↑  Locus Awards 2014. Abgerufen am 28. Dezember 2023 (englisch).
14. ↑  Title: The Hundred Light-Year Diary. Abgerufen am 22. Oktober 2023.
15. ↑  F. W. Dyson, Eddington, A. S., Davidson C.: A determination of the deflection of light by the Sun's gravitational field, from observations made at the total eclipse of 29 May 1919. In: Philosophical Transactions of the Royal Society. 220A. Jahrgang, Nr. 571–581, 1920, S. 291–333, doi:10.1098/rsta.1920.0009, bibcode:1920RSPTA.220..291D (zenodo.org).
16. ↑  John Earman, Clark Glymour: Relativity and eclipses: the British eclipse expeditions of 1919 and their predecessors. In: Historical Studies in the Physical Sciences. 11. Jahrgang, Nr. 1, 1980, S. 49–85, doi:10.2307/27757471, JSTOR:27757471 (englisch, cmu.edu [PDF]).
17. 1 2  John Baez: What is the mass of a photon? U.C. Riverside (englisch).
18. ↑  Introduction to Gravitational Lensing. Universität Heidelberg, S. 3 in Sektion 1.1, abgerufen am 4. Januar 2024 (englisch).
19. 1 2  Greg Egan: Geometry and Waves. 6. April 2011, abgerufen am 15. Januar 2024 (englisch).
20. ↑  Greg Egan: Gravitational Scattering. 6. April 2011, abgerufen am 26. Dezember 2023 (englisch).
21. 1 2  Greg Egan: The Riemannian Dirac Equation. 6. April 2011, abgerufen am 30. Dezember 2023 (englisch).
22. 1 2  Greg Egan: Plane Wave Solutions in the Dirac Basis. 6. April 2011, abgerufen am 10. Januar 2024 (englisch).
23. 1 2  P. A. M. Dirac: The Quantum Theory of the Electron. In: Proceedings of the Royal Society A. 117. Jahrgang, Nr. 778, 1928, S. 610–624, doi:10.1098/rspa.1928.0023, bibcode:1928RSPSA.117..610D, JSTOR:94981 (englisch).
24. ↑  C. D. Anderson: The Positive Electron. In: Physical Review. Band 43, Nr. 6, 1933, S. 491–494, doi:10.1103/PhysRev.43.491 (Online).
25. ↑  R. Feynman: The theory of positrons. In: Physical Review. 76. Jahrgang, Nr. 6, 1949, S. 749–759, doi:10.1103/PhysRev.76.749, bibcode:1949PhRv...76..749F (authors.library.caltech.edu (Memento des Originals vom 9. August 2022 im Internet Archive) [abgerufen am 28. Dezember 2021]).
26. ↑  L. Canetti, M. Drewes, M. Shaposhnikov: Matter and antimatter in the universe. In: New Journal of Physics. 14. Jahrgang, Nr. 9, 2012, S. 095012, doi:10.1088/1367-2630/14/9/095012, arxiv:1204.4186, bibcode:2012NJPh...14i5012C (englisch).
27. ↑  Antimatter. Lawrence Berkeley National Laboratory, archiviert vom Original am 23. August 2008; abgerufen am 3. September 2008 (englisch).
28. ↑  Greg Egan: Strange Collisions. 6. April 2011, abgerufen am 10. Januar 2024 (englisch).
29. ↑  Greg Egan: Spin and Conservation of Angular Momentum. 6. April 2011, abgerufen am 10. Januar 2024 (englisch).
30. ↑  Chai Yeh: Applied Photonics. Elsevier, 2012, ISBN 978-0-08-049926-0, S. 1– (englisch, google.com).
31. ↑  Richard S. Quimby: Photonics and Lasers: An Introduction. John Wiley & Sons, 2006, ISBN 978-0-471-79158-4 (englisch, google.com).
32. 1 2  The Arrows of Time: Orthogonal Book Three: 3 (Orthogonal, 3) – Hardcover. Abgerufen am 22. August 2023 (englisch).
33. ↑  Karen Burnham: Free Will in a Closed Universe: Greg Egan’s Orthogonal Trilogy. In: New York Review of Science Fiction. 13. April 2014, abgerufen am 4. Mai 2016.
34. ↑  Andy Sawyer: The Arrows of Time by Greg Egan. 10. März 2014, abgerufen am 23. Dezember 2023 (englisch).